# Arabische Plaat
De Arabische Plaat is een grotendeels continentale tektonische plaat die het Arabisch Schiereiland en het gebied ten noorden ervan tot aan Turkije bevat. Het is een van de kleinere tektonische platen op Aarde.
De plaat grenst in het oosten aan de Indische Plaat, in het zuiden en westen aan de Afrikaanse Plaat en in het noorden aan de Euraziatische Plaat en de Anatolische Plaat.
Tot het Oligoceen (rond 30 Ma geleden) was de plaat één geheel met de Afrikaanse Plaat, maar daarna begonnen de twee platen langzaam uit elkaar te bewegen, waarbij de Rode Zee ontstaan is. Riften begon in de Rode Zee in het Eoceen. De Arabische Plaat maakt daarbij een roterende beweging tegen de klok in. In het noorden komt de plaat daardoor in botsing met de Euraziatische en Anatolische platen, waardoor het Zagrosgebergte is ontstaan.

De Arabische Plaat in het geel, rechts van het midden op de afbeelding